# Alison Pill
Alison Pill (Toronto, Ontario, 27 de noviembre de 1985) es una actriz canadiense de teatro, cine y televisión.

## Carrera
Alison Pill comenzó su formación en el mundo de la interpretación cuando sus padres la apuntaron con tres años a clases particulares de danza e interpretación, que continuó en la Escuela de Ballet Nacional y al Coro Infantil de Ontario. Su primera gran película fue Confessions of a Teenage Drama Queen en 2004, interpretando como coprotagonista a Ella Geráld. En 2006, a los 21 años de edad, fue nominada a un Premio Tony por su interpretación en la obra de teatro The Lieutenant of Inishmore. 
Hasta la fecha, algunos de sus trabajos más populares han sido el de la jefa de campaña de Harvey Milk Anne Kronenberg, en la película Milk (2008) y el de Matilde de Inglaterra en Los pilares de la Tierra (2010). En 2009 apareció en la aclamada serie de televisión In Treatment, donde interpreta a April, una estudiante que recientemente ha descubierto que padece un cáncer. 
En 2010, rodó en Francia por primera vez a las órdenes de Woody Allen el filme Midnight in Paris.
En 2012 se unió al reparto de The Newsroom, serie de Aaron Sorkin.

## Vida privada
En marzo de 2011, durante una entrega de premios, se anunció que se casaría en septiembre del siguiente año con su novio, el también actor Jay Baruchel. El día 16 de febrero de 2013, a través de su cuenta de Twitter, el actor comunicó que la relación había finalizado.
En enero del 2015, se comprometió con el actor Joshua Leonard y el 24 de mayo de ese mismo año se casaron en una ceremonia privada en Los Ángeles.
El 19 de noviembre dio a luz a su primera hija, en común, una niña llamada Wilder Grace Leonard.

## Filmografía
Cine
2024 - La trampa
2021 - All my puny sorrows

2018 - Vice

2016 - Miss Sloane

2015 - Cooties

2014 - Snowpiercer

2012 - To Rome with Love 

2011 - Goon 

2011 - Midnight in Paris 

2010 - Thicker - Emmy (preproducción)

2010 - Scott Pilgrim vs. the World - Kim Pine

2010 - Goldstar, Ohio (cortometraje)

2009 - One Way to Valhalla - Dale

2009 - The Awakening of Abigail Harris - Abigail Harris

2008 - Milk - Anne Kronenberg

2007 - Dan in Real Life - Jane Burns

2005 - Querida Wendy - Susan

2004 - The Crypt Club - Liesl

2004 - Confessions of a Teenage Drama Queen - Ella Gerald (Protagonista)
 
2003 - Fast Food High - Emma Redding

2003 - Pieces of April - Beth Burns

2001 - Perfect Pie - Marie (15 años)

2000 - Skipped Parts - Chuckette Morris

1999 - Jacob Two Two Meets the Hooded Fang - Shapiro / Marfa

1999 - The Life Before This - Jessica

Televisión

2021 - Them : Betty Wendell

2020-¿? - Star Trek: Picard : Doctora Agnes Jurati

2020 - Devs

2017 - American Horror Story: Cult : Ivy Mayfair-Richards

2016 - The Family

2012 - The Newsroom

2010 - Los pilares de la Tierra: 8 episodios (Miniserie) - Matilde de Inglaterra 

2009 - In treatment: 7 episodios - April

2008 - CSI: Crime Scene Investigation: 1 episodio: Kelsey Levin

2006 - Law & Order: Criminal Intent: 1 episodio - Lisa Ramsey

2006 - The Book of Daniel: 8 episodios - Grace Webster

2004 - Plain Truth - Katie Fitch

2004 - A Separate Peace - Beth

2003 - An Unexpected Love - Samantha Mayer

2002 - The Pilot's Wife - Mattie Lyons

2001 - What Girls Learn - Tilden

2001 - Midwives - Constance 'Connie' Danforth

2001 - Life with Judy Garland: Me and My Shadows - Joven Lorna Luft

2000 - Baby - Larkin Malone

2000 - The Other Me - Allana Browning

2000 - The Dinosaur Hunter - Julia

2000 - Traders: 1 episodio - Andrea Exeter

2000 - Redwall: The Movie - Cornflower

1999 - A Holiday Romance - Fern

1999 - Poltergeist: The Legacy: 1 episodio - Paige

1999 - Different - Sally

1999 - God's New Plan - Samantha Hutton

1999 - What Katy Did - Katy Carr

1999 - Dear America: A Journey to the New World - Remember Patience Whipple/Mem

1999 - Redwall: 2 episodios - Cornflower (Voz)

1999 - Locked in Silence - Lacey

1998 - Stranger in Town - Hetty

1998 - Degas and the Dancer - Marie von Goetham

1998 - The Last Don II (miniserie) Bethany

1998 - PSI Factor: Chronicles of the Paranormal: 1 episodio - Sophie Schulman

1998 - Fast Track: 1 episodio - Alexa Stokes

1998 - Anatole - Paulette

1997 - The New Ghostwriter Mysteries: 1 episodio - Lucy

## Obras de teatro
2003: None of the Above, Nueva York 

2004: The Distance From Here - MCC Theater, Nueva York 

2005: On The Mountain, Nueva York 

2006: The Lieutenant of Inishmore - Lyceum, Nueva York 

2007: Blackbird, Nueva York 

2007: Mauritius, Nueva York 

2008: Reasons to be Pretty - MCC Theater, Nueva York 

2010: The Miracle Worker - Square Theater, Nueva York 

2010: The Wide Nights - Peter Jay Sharp Theatre, Nueva York 

2018: Three Tall Women, Nueva York 

## Enlaces axternos
- Wikimedia Commons alberga una categoría multimedia sobre Alison Pill.
- Alison Pill en Internet Movie Database (en inglés).
- Alison Pill en Yahoo (en inglés)

- Datos: Q237781
- Multimedia: Alison Pill / Q237781